# Júlia Bertran i Lafuente
Júlia Bertran Lafuente (1980) és una periodista cultural especialitzada en arts escèniques, il·lustradora i escriptora. Reportera de televisió, treballa des del 2005 a Televisió de Catalunya. Ha estat redactora i reportera en programes com Silenci?, Ànima i Tria33. És periodista del programa Quan arribin els marcians de TV3 i col·labora en la revista Enderrock. També ha treballat a Catalunya Ràdio, iCat i Com Ràdio.
Va ser la cantant dels Tejero, una banda barcelonina de pop-punk formada per ella mateixa i Juanpe González. L'any 2015 va ser l'encarregada de presentar la Nit de Santa Llúcia, considerada la vetllada literària més important en llengua catalana.
El 2016 va exposar les seves il·lustracions a la Galeria H2O (Barcelona), sota el títol Imagina’t que fóssim normals. El 2017 va publicar el llibre M'estimes i em times, en el qual es qüestiona l'amor romàntic, la cultura monògama, la família tradicional i el sistema binari de gènere i els seus rols sexistes.
L'any 2018 va fer la lectura del manifest de la marxa multitudinària a Barcelona convocada amb motiu del Dia Internacional per a l'Eliminació de la Violència contra les Dones, juntament amb les activistes Carmen Juares i Sofia Bengoetxea.
L'any 2023 va publicar el seu segon llibre Estimada desconeguda, on parla d'una vivència agredolça, plena de dubtes i que, tot i que afecta moltes dones, continua sent un tabú: la reproducció assistida.

## Publicacions
- Bertran, Júlia. M’estimes i em times. Bridge, 2017. ISBN 978-84-16670-15-4[12][8]
- Bertran, Júlia. Estimada desconeguda. La Campana, 2023.